# Poll tax
O Encargo Comunitário (Community Charge), comumente conhecido como Poll Tax, foi um sistema de tributação introduzido, a partir de 1989, pelo governo de Margaret Thatcher, em substituição aos tributos sobre a propriedade predial urbana para ajudar a financiar os governos municipais (domestic rates) na Escócia, antes de sua introdução, a partir de 1990, na Inglaterra e no País de Gales.
Essa modalidade de tributação substituía a tributação sobre o valor das propriedade prediais urbanas por uma taxa única a ser cobrada por adulto residente na cidade, independentemente da sua renda ou capacidade econômica, cujo valor fixo, deveria ser definido pelas autoridades locais. Em 1993, a Pool Tax foi substituída pela Council Tax, que voltou a empregar, como base de cálculo, o valor das propriedades prediais urbanas.
A população britânica resistiu fortemente à implantação desse imposto, recusando-se  a fornecer os dados necessários ao governo, recusando-se  a pagar o tributo e dificultando a punição dos inadimplentes.
A impossibilidade de implantar este imposto e a derrota do governo frente à população, foi a principal razão da queda de Margaret Thatcher como Primeira-Ministra do Reino Unido e a sua substituição por John Major, que indicou Michael Heseltine como Secretário do Meio Ambiente, dando-lhe a incumbência de desmantelar a poll tax.

## Origens
A partir de 1974, a abolição dos impostos municipais com base no valor hipotético do aluguel de uma casa foi defendia por Margaret Thatcher e foi incluída no Manifesto do Partido Conservador para as eleições gerais de outubro de 1974.
Nas eleições de 1979, vencidas pelos conservadores liderados por Margaret Thatcher, o Manifesto do Partido Conservador afirmava que a redução do imposto sobre os rendimentos era prioritária.
Em 1981, o Governo de Margaret Thatcher publicou um Livro Verde (uma espécie de manifesto programático), que tinha como título: "Alternativas ao Imposto sobre a Propriedade Predial Urbana" e defendia a implementação de um imposto fixo per capita complementar, observando que um imposto fixo per capita, em valores elevados, seria visto como injusto.
A década de 1980 assistiu diversos confrontos entre o governo central e as autoridades municipais controladas pelos trabalhistas sobre os níveis de despesas, que acabou por levar à abolição do Conselho da Grande Londres e dos seis conselhos municipais metropolitanos.
No Manifesto Conservador para as eleições gerais de 1983, o compromisso de abolir os impostos municipais com base no valor dos imóveis urbanos foi substituído pelo compromisso de limitação de tais tributos pelo governo central. Isto ocorreu por meio da Lei de Taxas de 1984 .
O Livro Verde de 1986, que tinha como título: "Pagando pelo Governo Local", produzido pelo Departamento do Meio Ambiente a partir de consultas entre Lord Rothschild, William Waldegrave e Kenneth Baker, propôs a Poll Tax. Este era um imposto fixo por residente adulto, embora tenha havido uma redução para os pobres.
Este tributo era cobrado para financiar os serviços prestados em cada comunidade. Devido às variações no valor dos impostos municipais pagos e no valor da subvenção concedida pelo governo central às autoridades locais individuais, houve diferenças no valor cobrado entre os conselhos municipais (prefeituras).
A expressão "Poll tax" foi cunhada pois o imposto tinha uma semelhança com os impostos de capitação históricos, em particular com a Poll Tax inglesa de 1379 .
A proposta da criação da Pool Tax estava contida no Manifesto do Partido Conservador para as Eleições Gerais de 1987, desse modo, a legislação que introduz a Poll Tax foi aprovada em 1987, de modo que o novo imposto substituiu os impostos sobre imóveis urbanos na Escócia a partir do início do exercício financeiro de 1989/90 e, na Inglaterra e no País de Gales, a partir do início do exercício financeiro de 1990/91.
Além disso, foi introduzida a Taxa Uniforme de Negócios (imposto sobre propriedade de imóveis não comerciais), cobrada pelo governo municipais a uma taxa definida pelo governo central e depois repartida entre as autoridades locais em proporção à sua população.
A Pool Tax não foi implementada na Irlanda do Norte.

## Implementação
A implementação da Poll Tax encontrou uma série de dificuldades administrativas e de execução. Alguns moradores não pagavam, sabendo que já teriam se mudado para outro lugar quando as contas chegassem. A situação era mais grave nos municípios de cidades com populações altamente móveis, como as cidades universitárias, onde as autoridades tiveram que enfrentar o problema de muitas cobranças contra pessoas “desaparecidas” não processados. O registo inicial, que se baseava no registo de taxas para casas “próprias”, continha muitas irregularidades provenientes de fontes de dados suplementares, como beneficiários de subsídios de habitação.
Um problema significativo de arrecadação foi a divisão de 20%/100%. As pessoas empregadas tinham de pagar 100 por cento, enquanto os estudantes e os desempregados registados pagavam 20% por cento. Ocorre que muitas vezes era difícil identificar os moradores e as suas circunstâncias. Portanto, os conselhos municipais não sabiam quem morava onde e em qual período.
Nesse contexto, os conselhos municipais tiveram que tentar cobrar o tributo de um grande número de inadimplentes, muitos dos quais agiam como parte da resistência organizada por militantes do Partido Trabalhista.
Há também algumas evidências de que a Poll Tax teve um efeito duradouro na redução dos registros eleitorais, pois muitos não se registravam para evitar tentativas de cobrança.
A Pool Tax teve um efeito nos resultados das eleições gerais de 1992, nas quais os trabalhistas, ainda que derrotados, tiveram um desempenho superior ao observado nas eleições de 1987.

## Oposição
A mudança da base de cálculo, que antes era baseada no valor dos imóveis e, depois, passou a ser uma taxa fixa por habitante adulto, foi amplamente criticada como sendo injusta e desnecessariamente onerosa para os menos favorecidos.
Protestos massivos foram coordenados pela All Britain Anti-Poll Tax Federation, outras organizações como a 3D (Don't Register, Don't Pay, Don't Collect), além de centenas de Anti-Poll Tax Unions (APTUs).
Na Escócia, onde o imposto foi implementado primeiro, as APTUs defenderam o não pagamento em massa. À medida que o imposto se aproximava da sua implementação na Inglaterra, os protestos contra ele começaram a aumentar. Isso culminou em uma série de tumultos contra a implementação da Poll Tax.
No dia 31 de março de 1990, uma semana antes da implementação da Poll Tax, ocorreu o mais grave desses tumultos, quando entre 70.000 e 200.000 pessoas manifestaram-se contra a Poll Tax na Trafalgar Square. Nesse local ocorreram confrontos que resultaram em 113 pessoas feridas e 340 presas, com mais de 100 policiais precisando de tratamento para os ferimentos.
Impulsionados por campanhas de boicote, um grande número de pessoas recusava-se a pagar a Pool Tax, desse modo, a ineficiência dos conselhos municipais para a cobrança da Pool Tax ficou evidente. Muitos conselhos municipais tentaram responder com medidas coercivas, inclusive com a prisão dos inadimplentes, mas essas medidas foram pouco eficazes, em face do enorme número de inadimplentes. Em algumas áreas, até 30 por cento dos contribuintes se recusavam a pagar.
As organizações anti-poll-tax encorajaram os potenciais contribuintes a não se registarem, a entupirem os tribunais contestando as tentativas do conselho local de obter ordens de responsabilidade e, em última instância, a não comparecerem às audiências judiciais decorrentes do cobrança.
Em novembro de 1990, a Polícia de South Yorkshire disse que estava planejando recusar-se a prender os inadimplentes da Poll Tax, mesmo quando existissem ordens judiciais, porque seria "fisicamente impossível para a polícia devido ao grande número de inadimplentes".
Na Conferência Anual de 1988 do Partido Trabalhista (principal partido de oposição), houve uma deliberação contrária ao apoio às campanhas pelo não pagamento da Pool Tax.
Entretanto, em julho de 1991, Terry Fields , deputado trabalhista eleito por Broadgreen (um dos distritos de Liverpool) e integrante da tendência Militant foi preso por sessenta dias por se recusar a pagar a Pool Tax. No momento da prisão de Fields, o líder trabalhista Neil Kinnock comentou: “Os legisladores não devem ser infratores da lei”.
Na cultura popular, a banda punk The Exploited apresentou a música "Don't Pay The Poll Tax" em seu álbum The Massacre, lançado em 15 de abril de 1990. 

## Abolição
Depois do anúncio da Poll Tax, as sondagens de opinião mostraram que a oposição trabalhista teria uma forte vantagem sobre o governo conservador, em uma eventual eleição. Após os motins contra a Poll Tax, os ministros conservadores começaram a serem favoráveis à abolição da Poll Tax, mas sabiam que, como política emblemática thatcherista, a sua abolição não seria possível enquanto Margaret Thatcher ainda fosse primeira-ministra. Nesse contexto, Neil Kinnock, então líder do Partido Trabalhista, prometeu abolir a Poll Tax se vencesse as próximas eleições gerais.
Nesse contexto, em novembro de 1990, o deputado conservador Michael Heseltine desafiou Margaret Thatcher em uma votação pela liderança do Partido Conservador. Embora Thatcher tenha vencido a votação, percebeu que seu prestígio estava abalado e, no dia de 22 de Novembro de 1990, anunciou a sua demissão do cargo de Primeira Ministra, após mais de uma década no cargo. Todos os três candidatos à sua sucessão prometeram revogar a Pool Tax.
A nova votação pela liderança do Partido Conservador foi vencida por John Major, que nomeou Heseltine para o cargo de Secretário do Meio Ambiente, que seria o responsável pela substituição da Poll Tax por outra modalidade de tributação. No 21 de março de 1991, foi anunciada a substituição da Poll Tax por uma nova modalidade de tributação sobre os imóveis residenciais com base em dois elementos: o número de residentes adultos e o valor do imóvel.